# Jens Köppen
Jens Köppen (Kyritz, RDA, 6 de enero de 1966) es un deportista de la RDA que compitió en remo. Estuvo casado con la remera Kathrin Boron.
Participó en dos Juegos Olímpicos de Verano, obteniendo una medalla de bronce en Seúl 1988, en la prueba de cuatro scull, y el octavo lugar en Barcelona 1992, en el doble scull. Ganó una medalla de plata en el Campeonato Mundial de Remo de 1985, en el cuatro scull.

## Palmarés internacional
| Juegos Olímpicos   | Juegos Olímpicos     | Juegos Olímpicos  | Juegos Olímpicos |
| Año                | Lugar                | Medalla           | Prueba           |
| ------------------ | -------------------- | ----------------- | ---------------- |
| 1988               | Seúl (Corea del Sur) | Medalla de bronce | Cuatro scull     |
| Campeonato Mundial |                      |                   |                  |
| Año                | Lugar                | Medalla           | Prueba           |
| 1985               | Malinas (Bélgica)    | Medalla de plata  | Cuatro scull     |